# Pantylus cordatus
Pantylus cordatus és un gènere extint de microsaures que visqueren al Permià inferior. És un amfibi lepospòndil. Se n'han trobat restes fòssils a Texas. Probablement s'alimentava d'insectes, tot i que la seva dentició fa pensar que potser també era parcialment herbívor. Feia uns 25 cm de longitud. L'estatus taxonòmic d'una possible segona espècie, P. coicodus, és incert.
| Registre fòssil            | Registre fòssil | Registre fòssil | Registre fòssil                 |
| Localitat                  | País            | Antiguitat      | Espècie/s                       |
| -------------------------- | --------------- | --------------- | ------------------------------- |
| Formació de Waggoner Ranch | Estats Units    | Permià inferior | Pantylus cordatus, Pantylus sp. |